# Tokio-Expresweg
De Tokio-Expresweg (東京高速道路, Tōkyō Kōsoku Dōro), in het Engels Tokyo Expressway, ook bekend als de KK-route, was tot april 2025 een 2 kilometer lange tolvrije snelweg in het centrum van Tokio, eigendom van en onderhouden door de Tokyo Expressway Company (東京高速道路株式会社, Tōkyō Kōsoku Dōro KK). De weg was aangeduid als D8 en liep in een halve cirkel rond de wijkGinza in Chuo. De lus werd volledig rond gemaakt door een deel van de binnenring van de Shuto-autosnelweg. Het grootste deel van de snelweg is op 5 april 2025 buiten gebruik genomen en zal in fases worden omgebouwd tot een verhoogd park, het Tokyo Sky Park, eigendom van de Tokyo Expressway Company.

## Geschiedenis
In 1951 richtten 23 ondernemers de Tokyo Expressway Company op met als doel Ginza na de oorlog nieuw leven in te blazen en de verkeersopstoppingen te verminderen. De snelweg werd aangelegd na het opvullen van de buitengracht rond Ginza. Er stroomt nog steeds water onder de snelweg door, waar vroeger de gracht was, maar in ondergrondse kokers. Delen van de snelweg werden in 1959 geopend en waren daarmee de oudste autosnelweg van Japan. De weg werd in 1966 afgewerkt.

### Ombouw tot verhoogd park
In december 2023 besloot de Tokyo Expressway Company dat de expresweg vanaf april 2025 permanent zou worden afgesloten voor autoverkeer, met uitzondering van het gedeelte van de snelweg tussen de Binnenring en de afrit Higashi-Ginza. De sluiting is bedoeld om de verhoogde snelweg om te vormen tot een verhoogd park, vergelijkbaar met de Coulée verte René-Dumont in Parijs of de High Line in New York. Het bedrijf blijft eigenaar van het verhoogde park, door de overheid van Tokio de Tokyo Sky Corridor genoemd, en van het resterende deel van de snelweg.